# Aristotelis
Aristotelis (gr. Δήμος Αριστοτέλη, Dimos Aristoteli) – gmina w Grecji, w administracji zdecentralizowanej Macedonia-Tracja, w regionie Macedonia Środkowa, w jednostce regionalnej Chalkidiki. W skład jej terytorium wchodzi bliższa nasadzie część półwyspu Athos. W 2011 roku liczyła 18 294 mieszkańców. Powstała 1 stycznia 2011 roku w wyniku połączenia dotychczasowych gmin: Arnea, Panajia i Stajira-Akantos. Siedzibą gminy jest Jerisos, a siedzibą historyczną jest Arnea.